# Ápice (geometría)

El ápice y la base de una pirámide cuadrada

En geometría, un ápice (expresión directamente derivada de la palabra latina apex: cumbre, pico, punta, cima, extremo) es el vértice "más alto" de la figura a la que pertenece para una orientación dada. El término se usa generalmente para referirse al vértice opuesto a la base de figuras como triángulos, pirámides o conos.

## Triángulos isósceles
En un triángulo isósceles, el ápice es el vértice donde se encuentran los dos lados de igual longitud, opuesto al tercer lado desigual.

## Pirámides y conos
En una pirámide o cono, el ápice es el vértice situado en la "parte superior" (opuesto a la base). En una pirámide, el vértice es el punto que forma parte de todas las caras laterales, o donde se juntan todas las aristas laterales.